# Leningrad Cowboys
Leningrad Cowboys je finski rock/ska/metal sastav koji je prepoznatljiv po predimenzioniranim Elvis Presley frizurama. Glazba koju sviraju je raznovrsna, ali sastav najčešće izvodi obrade poznatih rock pjesama. U početku je to bio izmišljen sastav kojeg je izmislio finski redatelj Aki Kaurismäki za svoj film Leningrad Cowboys Go America (1989.) Kaurismäki je koristio sastav u Finskoj poznat pod nazivom Sleepy Sleepers koji je svirao punk rock. Sastav postaje internacionalno poznat poslije filmske premijere tako da nastavljaju svirati istu glazbu, snimajući i video spotove "Those Were the Days" i "Thru The Wire" pod redateljskom palicom Kaurismäkija a 1994. snimaju film "Leningrad Cowboys Meet Moses". Sastav koristi uglavnom rock instrumente poput bubnjeva, gitara, ali i instrumenti poput tube, trube, klarineta, violine i ukulelea nisu strani. U samim filmovima mogli su se čuti različiti žanrovi poput polke, rocka, countryja i mariachi žanra. Poznati su i njihovi nastupi sa zborom Sovjetske armije koji su redovito bili dobro posjećeni kao npr. koncert u Helsinkiju 12. lipnja 1993. na kojem je bilo 70 000 posjetitelja.

## Diskografija
- Go America (1989.)
- We Cum From Brooklyn (1992.)
- Total Balalaika Show - Helsinki Concert (1993.)
- Live in Provinzz (1993.)
- Happy Together ([1994.)
- Go Space (1996.)
- Mongolian Barbeque (1997.)
- Thank You Very Many (1999.)
- Terzo Mondo (2000.)
- Global Balalaika Show (2003.)
- Zombies Paradise (2006.)
- Buena Vodka Social Club (2011.)

## Filmografija
- Leningrad Cowboys Go America (1989.)
- Leningrad Cowboys Meet Moses (1994.)

## Vanjske poveznice
- Službene stranice sastava  Arhivirana inačica izvorne stranice od 9. studenoga 1996. (Wayback Machine)